# 伽藍
伽藍、迦蓝或僧伽藍（ISO轉寫：sam̐ghārāma），音譯全名僧伽藍摩。「僧伽」（sam̐gha）指僧團；「阿蘭摩」（ārāma）義為「園」，原意是指僧眾共住的園林，即佛教寺院。

## 字音
「伽藍」在现代汉语中常读作「茄蓝」。
不过也有说法认为，“伽”字表达的是梵文的音译。从现在对于梵文的发音的认识来看，迦蓝当读作「加蓝」。

## 概論
原始佛教時期，佛寺只有「梵文：（vihāra）」一詞，即漢譯精舍，義爲住處；如竹林精舍。由于当时精舍大都建在城郊幽静樹林，故又称「阿兰若」（意爲静处）或「伽蓝」(意指僧众所居园林）。一般以一所寺院的完成必须具备七种建筑物，特称为七堂伽蓝。
又以伽藍處常有八部護法或菩薩等眾守護，也以伽藍代指護法菩薩，稱爲伽藍菩薩。

## 文化
被誉为“文学版《清明上河图》”的北魏传世之作《洛阳伽蓝记》中描述伽蓝是“花果蔚茂，芳草蔓合”之地。
根據唐朝貞觀年間由西域返唐朝的玄奘法師所注《大唐西域記》記載：“諸僧伽藍莊嚴佛像，瑩以珍寶，飾之錦綺，載諸輦輿，謂之行像，動以千數，雲集會所。”